# Massofisioterapista
Il massofisioterapista, ovvero massaggiatore-massofisioterapista, è un operatore sanitario, con differenti profili giuridici a seconda dei diversi inquadramenti temporali in cui si colloca la sua formazione (vedasi la sezione Profili giuridici di questa voce).
Tale figura, esegue dietro prescrizione medica  tutte le pratiche inerenti al massaggio terapeutico, igienico, connettivale, estetico applicato allo sport, con modalità differenti a seconda della patologia e dell'età dei pazienti, in quanto il suo profilo professionale gli consente di porre in essere con competenza, tutte le terapie di massaggio e di fisioterapia in ausilio all’opera dei medici.
La figura del massofisioterapista formatasi dopo il 1999 non è riconducibile alle professioni sanitarie stilate dal ministero della salute già esistenti (D.M. 14.09.1994, n. 741). 
Per cui l'attestato di qualifica conseguito da tale operatore non è riconducibile per legge ai titoli di studio e di abilitazione del personale delle professioni sanitarie (tra i quali il fisioterapista), per svolgere la propria professione di carattere sanitario, il massofisioterapista deve necessariamente, se in possesso dei requisiti previsti Art.4-4bis-4ter della legge 42/1999, essere iscritto agli "elenchi speciali ad esaurimento"  istituiti presso l'ordine TSRM-PSTRP, riferimento L145/2018, Art.1 Comma 537, L56/2023, e sulla base di quanto disposto dall'articolo 5 DM del 9 agosto 2019 del Ministero della Salute.
Le spese sostenute presso un Massofisioterapista sono detraibili se quest'ultimo è iscritto in regola all'albo delle professioni sanitarie riabilitative.

## Caratteristiche
La professione sanitaria (ex ausiliaria) di massaggiatore e massofisioterapista ex Legge 403/71, è esercitabile soltanto dai massaggiatori e massofisioterapisti diplomati da una scuola di massaggio e massofisioterapia statale o autorizzata con decreto del Ministro per la sanità, sia che lavorino alle dipendenze di enti ospedalieri e di istituti privati, sia che esercitino la professione autonomamente. 
Gli enti mutualistici, previdenziali, assistenziali ed assicurativi sono autorizzati a sostenere o rimborsare le spese per prestazioni massoterapiche e fisioterapiche solo se queste sono effettuate da massaggiatori e massofisioterapisti diplomati, sia che lavorino alle dipendenze di enti ospedalieri e di istituti privati, sia che esercitino la professione autonomamente. 
Il massofisioterapista è in possesso di una solida cultura di base e di una preparazione professionale che gli consentono sicure competenze operative atte alla prevenzione, alla cura e riabilitazione. 
La professione sanitaria (ex ausiliaria) di massofisioterapista è praticata attraverso il massaggio terapeutico, igienico, connettivale, estetico applicato allo sport, con modalità differenti a seconda della patologia e dell'età dei pazienti. Il massofisioterapista per le competenze acquisite è in grado di lavorare sia in strutture pubbliche che private e di svolgere tutte le terapie di massaggio e di fisioterapia in ausilio all’opera dei medici. 
Il massofisioterapista opera in ausilio e indicazione del medico nei settori della prevenzione, del recupero, del mantenimento e del miglioramento del benessere psico-fisico «attraverso il massaggio terapeutico, igienico, connettivale, estetico applicato allo sport, con modalità differenti a seconda della patologia e dell’età dei pazienti».
Secondo l'ordinamento italiano, fatti salvi i titoli conseguiti nel pregresso ordinamento (nello specifico, entro il 17 marzo 1999), la figura del massofisioterapista non è più riconducibile a quella del fisioterapista, in virtù del differente percorso formativo seguito (del canale universitario, il primo, di carattere regionale e professionale, il secondo), del diverso inquadramento giuridico, del diverso regime fiscale applicato nonché dei diversi perimetri di intervento.

## Profili giuridici
- Il massofisioterapista con diploma triennale conseguito in base alla legge 403/71[1], diplomatosi entro il 17 marzo 1999 da corsi statali o autorizzati dal Ministero iniziati entro il 31 dicembre 1995, gode dell’equipollenza automatica con il diploma del fisioterapista in base all’articolo 4, comma 1, della legge 42/99[29]. Pertanto, è giuridicamente un fisioterapista e per esercitare tale professione sanitaria è tenuto ad iscriversi, ai sensi della legge 3/18, agli albi professionali dei fisioterapisti istituiti presso gli Ordini dei tecnici sanitari di radiologia medica e delle professioni sanitarie tecniche, della prevenzione e della riabilitazione.[30][31]
- Il massofisioterapista con diploma biennale conseguito in base alla legge 403/71 e diplomatosi entro il 17 marzo 1999 da corsi statali o autorizzati dal Ministero iniziati entro il 31 dicembre 1995, può godere della equivalenza al fisioterapista (non equipollenza)[32], già anche attraverso l'acquisizione di crediti formativi universitari integrativi[33]. In tal caso, è giuridicamente un fisioterapista e per esercitare tale professione sanitaria è tenuto ad iscriversi, ai sensi della legge 3/18, agli albi professionali dei fisioterapisti presso gli Ordini dei tecnici sanitari di radiologia medica e delle professioni sanitarie tecniche, della prevenzione e della riabilitazione.[30][31]
- Il massofisioterapista con diploma triennale conseguito in base alla legge 403/71[1], con corsi attivati entro il 31/12/2018, può continuare a svolgere le attività professionali previste dal profilo della professione sanitaria di riferimento, ma solo se ha i requisiti, ai sensi della legge 145/2018 art. 1, comma 537, e dell'ex Art.15Bis del DL 34/2023[34] convertito in L.56/2023, che modifica ed integra con l'Art.4Ter la L.42/1999, in ottemperanza dell'articolo 5 del decreto 9 agosto 2019 del Ministero della Salute, di iscriversi entro il 31 dicembre 2019, ed in subordine entro il 30 giugno 2023 in forza dell'all'ampliamento temporale per l'iscrizione, previsto dall'Art.ex 15 Bis DL 34/2023[34], negli elenchi speciali ad esaurimento dei massofisioterapisti istituiti presso gli Ordini dei tecnici sanitari di radiologia medica e delle professioni sanitarie tecniche, della prevenzione e della riabilitazione.[35][36]
- Il massaggiatore-massofisioterapista formatosi con corsi di formazione erogati da istituti privati autorizzati dalla Regione attivati dopo il 31 dicembre 2018, che non può quindi iscriversi agli elenchi speciali ad esaurimento presso il TSRM-PSTRP, in quanto mancante del requisito di valenza normativa Art.1[12]L 403/71, abrogato dalla L.145/2018[12] che lo qualificava precedentemente, come professione sanitaria ausiliaria, è un «operatore di interesse sanitario»[37]  non riconducibile alle professioni sanitarie già esistenti[38], figurante nell'elenco degli operatori del comportato sanitario stilato dal ministero della salute[39]. L'attestato di qualifica conseguito da tale operatore non è riconducibile per legge ai titoli di studio e di abilitazione del personale delle professioni sanitarie[40] (tra i quali il fisioterapista[41]) né consente l'accesso a percorsi accademici di riconversione.[42][43][44][45][46][47][48][49][50][51][52][53][54][55][56][57][58][36]
- Relativamente all'obbligo formativo ECM la sentenza TAR (ricorso numero di registro generale 5718 del 2022)[59] ha annullato la delibera dell'AGE. NA. S., nella parte in cui non includeva i massofisioterapisti di cui all'art. 5 del D.M 9 agosto 2019 – e pertanto tali massofisioterapisti – tra i professionisti sanitari – sono obbligati all'Educazione continua in medicina (ECM) a far data dal 01.01.2023.[60]